# 马影河站
马影河站位于中华人民共和国湖北省武汉市汉南区武汉经济技术开发区，是武汉地铁16号线的地铁车站。

## 车站结构
马影河站沿马影河大道南北走向，设置于沙牛海西南侧。车站主体为路中高架三层侧式站台车站。车站北侧及南侧为住宅小区。车站主体长约155.2m，标准段宽度为27.6m，主体建筑高度约为19.9米。车站附属用房长约119.5m，宽度约为25.9m，高度为20.5m。设置四个出入口。

### 车站出口
|                                                 |            |      |  |
| 出口編號                                        | 設施       | 照片 |  |
| A                                               | （未开放） |      |  |
| B                                               |            |      |  |
| C₁                                              |            |      |  |
| C₂                                              |            |      |  |
| D                                               | （未开放） |      |  |
| 注： 設有升降機 \| 設有輪椅升降台 \| 設有洗手間 |            |      |  |

## 邻近地区
华发中城峰景湾、欧洲风情小镇。

### 内部链接
- 武汉地铁车站列表